# Golf under sommer-OL 2020
Golf under Sommer-OL 2020 bliver afviklet på Kasumigaseki Country Club som ligger i byen Kawagoe i præfekturet (administrative område) Saitama fra 30. juli – 2. august (herrer) og 5. – 8. august (damer).
Golf er med til OL for anden gang siden OL i 1904 i St. Louis, Missouri, USA. 

## Turneringsformat
Konkurrencerne bliver afviklet efter de almindelige golfregler som et 72 hullers individuelt slagspil for både damer og herrer. I hver konkurrence deltager der 60 spillere.

## Medaljefordeling

### Medaljetabel
*   Værtsnation ( Japan)
| Rank           | NOC             | Guld | Sølv | Bronze | Total |
| -------------- | --------------- | ---- | ---- | ------ | ----- |
| 1              | USA             | 2    | 0    | 0      | 2     |
| 2              | Slovakiet       | 0    | 1    | 0      | 1     |
| 2              | Japan*          | 0    | 1    | 0      | 1     |
| 4              | Kinesisk Taipei | 0    | 0    | 1      | 1     |
| 4              | New Zealand     | 0    | 0    | 1      | 1     |
| Total (5 NOCs) | Total (5 NOCs)  | 2    | 2    | 2      | 6     |

### Medaljevindere
| Medaljetagere | Medaljetagere           | Medaljetagere              | Medaljetagere                     |
| ------------- | ----------------------- | -------------------------- | --------------------------------- |
| Disciplin     | Guld                    | Sølv                       | Bronze                            |
| Damer         | Nelly Korda · USA       | Mone Inami · Japan         | Lydia Ko · New Zealand            |
| Herrer        | Xander Schauffele · USA | Rory Sabbatini · Slovakiet | Pan Cheng-tsung · Kinesisk Taipei |